# Хайнрих I (Брауншвайг-Волфенбютел)
Вижте пояснителната страница за други личности с името Хайнрих I.
Хайнрих I, наричан Стари (на немски: Heinrich I. von Braunschweig-Wolfenbüttel, der Ältere; * 24 юни 1463; † 23 юни 1514 при Лер, Източна Фризия) от род Велфи (Среден Дом Брауншвайг), е херцог на Херцогство Брауншвайг-Люнебург и от 1503 г. до смъртта си княз на Брауншвайг-Волфенбютел.

## Живот
Той е първият син на херцог Вилхелм II Млади (1425 – 1503) и съпругата му Елизабет фон Щолберг-Вернигероде (1428 – 1520/1521). По-малкият му брат е Ерих I.
Хайнрих I се жени през август 1486 г. за Катарина от Померания († 1526), дъщеря на херцог Ерих II от Померания. Малко след женитбата му заедно със свитата на тъста му Хайнрих I обсажда през 1486 г. град Хановер, но няма успех. От 1492 до 1494 г. той е в конфликт с град Брауншвайг.
През 1492 г. Хайнрих I участва в процеса в Щернберг, на който 27 евреи са осъдени на изгаряне, а всички останали трябвало да напуснат Мекленбург.
По времето на саксонския конфликт (1514 – 1517) Хайнрих I ръководи войска от 20 000 мъже против източнофризийския граф Едзард (от род Kирксена). По времето на обсадата на крепост Леерорт той е убит от канон. Хайнрих I е погребан в църквата „Св. Мария“ във Волфенбютел.

## Деца
Хайнрих I и Катарина имат децата:
- Йохан
- Христоф (1487 – 1558), архиепископ на Бремен, епископ на Ферден
- Катарина (1488 – 1563), ∞ херцог Магнус I от Саксония-Лауенбург († 1543)
- Хайнрих II (1489 – 1568), нар. Младия
- Франц I (1492 – 1529), епископ на Минден
- Георг (1494 – 1566), архиепископ на Бремен, епископ на Ферден
- Ерих (1500 – 1553), убит в битка
- Вилхелм (пр. 1514 – 1557), Тевтонски орден, комтур на Комтурай Миров
- Елизабет (пр. 1514 – ??), абатеса на Щетербург